# 메인 스트리트-사이언스 월드역
메인 스트리트-사이언스 월드(Main Street–Science World, 구 메인 스트리트)역은 캐나다 브리티시컬럼비아주 밴쿠버에 있는 메트로 밴쿠버의 스카이트레인 도시철도 시스템의 엑스포선에 있는 고가 역이다.  이 역은 메인가(Main Street)와 터미널 애비뉴(Terminal Avenue) 교차로에 있으며 도시간 철도 및 버스 터미널인 퍼시픽 센트럴역과 인접해 있다.

## 열차 운행
- 메인 스트리트-사이언스 월드역은 트랜스링크 메인 스트리트 트롤리 버스 노선과 인근 퍼시픽 센트럴역을 오가는 Via Rail 및 암트랙 열차의 주요 연결 지점이다.
- 현재 사라진 다운타운 역사철도(Downtown Historic Railway)의 동쪽 종점은 이 역 근처에 있었다. 이 노선의 노면전차는 폴스 크릭의 남쪽을 따라 그랜빌 섬까지 서쪽으로 운행되었다.
- 펄스 크릭 페리와 아쿠아버스의 동쪽 종착지는 사이언스 월드의 바로 남쪽 근처에서도 찾을 수 있다.
- 역 구내에는 스타벅스, A&W, 팀 호튼스 등 3개의 레스토랑이 위치해 있다. 원래 역 건물에 스타벅스가 개장하기 전에는 같은 공간에 "The Exchange"라는 작은 신문/스낵 매장이 있었다. 이 매장은 스카이트레인의 도입과 함께 처음 설정된 소매 프로그램의 일환으로 1986년에 문을 열었다.

## 역 정보

### 역 구조
| T | 1번 승강장 내행                 | ← ■ 엑스포선 워터프런트 방면 (스타디움-차이나타운)                         |
| T | 섬식 승강장, 왼쪽 출입문이 열림 |                                                                            |
| T | 2번 승강장 외행                 | ■ 엑스포선 킹 조지 / 프로덕션 웨이-유니버시티 방면 (커머셜-브로드웨이) →   |
| S | 거리층(서)                      | 서부 출구 및 엘리베이터 컴퍼스 자동발매기, 소매점, 개집표기                |
| S | 거리층(동)                      | 동부 출구 및 엘리베이터 컴퍼스 자동발매기, 소매점, 자전거 보관소, 개집표기 |

### 입구

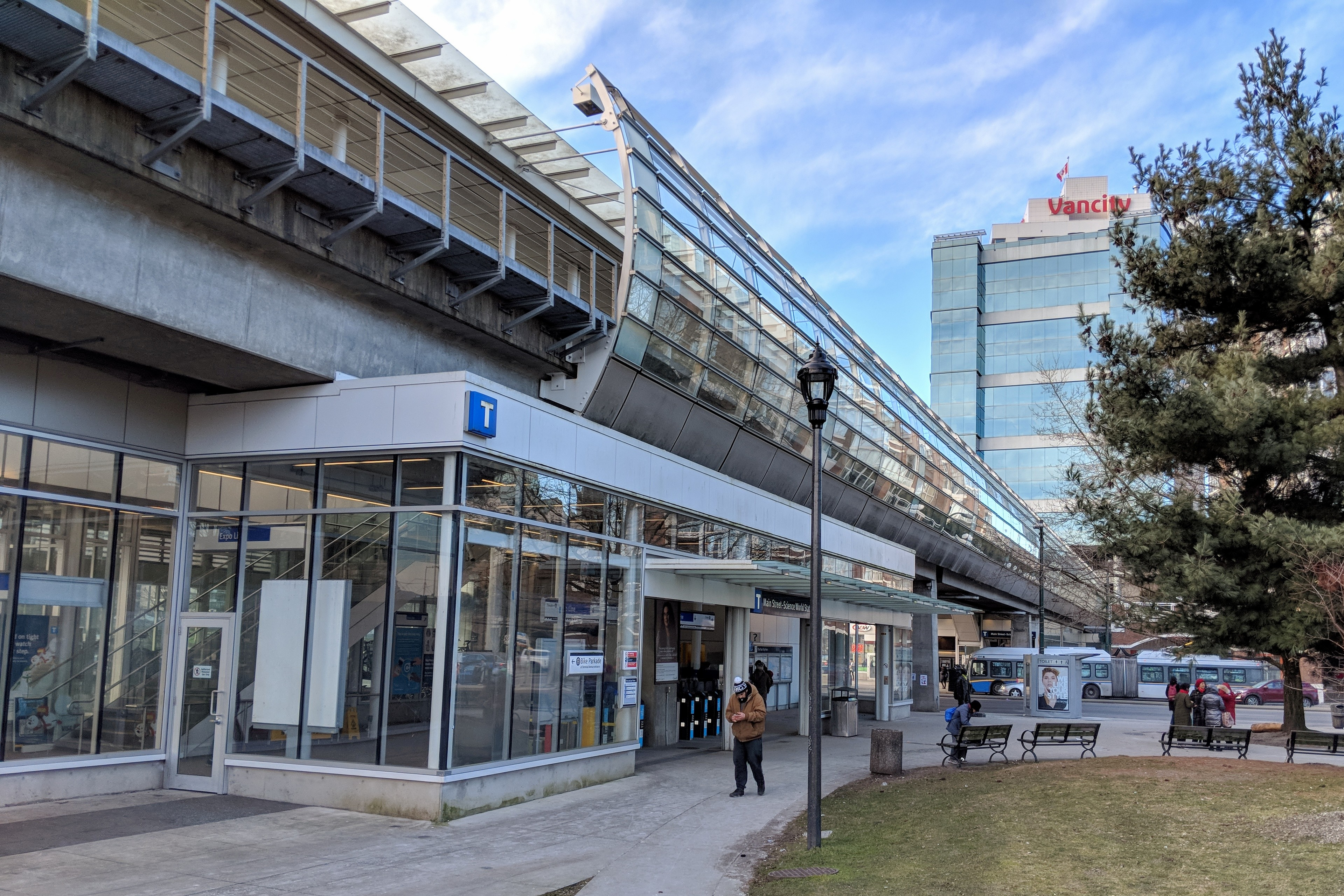
메인가 동쪽에 소재한 손턴 파크 입구.

- 서부(West) 입구 : 메인가 서쪽 끝에 위치하고 있으며, 사이언스 월드 및 펄스 크릭 여객선에 서비스를 제공한다. 승강장과 거리 사이에는 엘리베이터와 에스컬레이터도 있다.
- 동부(East) 입구 : 메인가의 동쪽에 위치하고 손턴 파크 옆에 있으며 장거리 철도 및 버스 서비스를 위한 퍼시픽센트럴역과 근접해 있다. 역건물에는 엘리베이터와 거리에서 승강장까지 올라가는 에스컬레이터가 있다.